# Куприянов Михаил Юрьевич
Михаил Юрьевич Куприянов (род. 9 октября 1949, Москва) - российский физик, специалист в области сверхпроводниковой электроники. Один из основоположников микроскопического описания сверхпроводниковых гетероструктур. Профессор МГУ им. М.В.Ломоносова.

## Биография
В 1972 году Михаил Юрьевич Куприянов с отличием завершил обучение на Физическом факультете МГУ. В том же году он поступил в аспирантуру этого же факультета и в 1975 году успешно защитил кандидатскую диссертацию по теме: "Теоретическое исследование движения вихрей в бесщелевых сверхпроводниках".
С 1991 года Куприянов работает в отделе микроэлектроники НИИ ядерной физики имени Д. В. Скобельцына МГУ. За годы работы М.Ю. Куприянов прошёл путь от старшего научного сотрудника до ведущего, а затем и главного научного сотрудника.
В 1995 году Михаил Юрьевич защитил докторскую диссертацию, а в 1999 году ему было присвоено звание профессора по специальности «Физическая электроника» .
В настоящее время Куприянов возглавляет лабораторию физики твёрдотельных наноструктур , которая входит в структуру отдела микроэлектроники НИИЯФ МГУ.

## Научная деятельность
М.Ю. Куприяновым развита микроскопическая теория эффекта близости и теория эффекта Джозефсона в сверхпроводящих гетеро-наноструктурах. На основе этих результатов определены направления развития современной технологии производства сверхпроводниковых микросхем. 

### Ключевые научные достижения
1. Граничные условия в теории сверхпроводимости.
М.Ю. Куприянов является одним из создателей граничных условий Куприянова-Лукичева . Данные граничные условия позволяют сшить комплексные величины гриновских 
функций, отвечающих сверхпроводящему параметру порядка в разных слоях 
диффузных металлов с произвольной прозрачностью границы. Они широко применяются при моделировании диффузных сверхпроводящих гетероструктур. 
Также Куприяновым выведены условия на диффузных границах сверхпроводников с анизотропными d- и p-волновыми параметрами спаривания, а также предсказан аномальный эффект близости в таких системах .
2. Теория джозефсоновских эффектов
Разработана теория резонансного туннелирования в джозефсоновских переходах с полупроводниковой, металлической и туннельной проводимостью (в режиме слабой связи).
Построена модель для двухбарьерных джозефсоновских структур . На основе количественного теоретического анализа Куприяновым с соавторами были сформулированы 
требования к материалам и границам между слоями, выполнение которых обеспечивает 
высокие значения плотности критического тока в сверхпроводящих материалах.
3. Гибридные системы и спинтроника
М.Ю. Куприянов является одним из основоположников квазиклассической теории для сверхпроводяще-ферромагнитных слоистых структур. Так, в работе  им с соавтором впервые было показано, что все ключевым эффектам наведенной сверхпроводимости в ферромагнитном слое сохраняются в диффузном режиме. Данное обстоятельства значительно продвинуло практическую реализуемость сверхпроводяще-ферромагнитных структур. В дальнейшем в работах Куприянова был предсказан эффект сверхпроводящего спинового клапана. 
Заложены основы джозефсоновской спинтроники  — направления, объединяющего сверхпроводимость и спин-зависимые явления.

### Основные даты по службе
- 1972-1975 гг. - аспирант физического факультета МГУ.
- 1975-1975 гг. - младший научный сотрудник МИРЭА.
- 1975-1981 гг. - старший научный сотрудник МИРЭА.
- 1981-1982 гг. - ассистент МАДИ.
- 1982-1988 гг. - доцент МАДИ.
- 1988-1991 гг. - докторант физического факультета МГУ.
- 1991-1993 гг. - старший научный сотрудник НИИЯФ МГУ.
- 1993-1999 гг. - ведущий научный сотрудник НИИЯФ МГУ.
- 1999 - н/в - главный научный сотрудник НИИЯФ МГУ.

Одновременно является заведующим лабораторией физики наноструктур отдела микроэлектроники НИИЯФ МГУ,
Является членом в ESAS - European Society for Applied Superconductivity (Европейское общество прикладной сверхпроводимости), Бельгия.

## Награды
Михаил Юрьевич Куприянов за свой вклад в развитие сверхпроводящей микроэлектроники является обладателем различных наград и премий, таких как :
- Диплом Главвыставкома ВДНХ, Главный комитет Выставки достижений народного хозяйства СССР , Россия, 1987;
- Премия имени М.В. Ломоносова за научные работы, Московский государственный университет имени М. В. Ломоносова, Россия, 2005;
- Почетная грамота, Министерство образования и науки Российской Федерации, Россия, 2005;
- Почетное звание "Заслуженный научный сотрудник Московского университета", Московский государственный университет, Россия, 2018;
- Почетная грамота Президиума ВАК РФ, Высшая аттестационная комиссия при Министерстве науки и высшего образования Российской Федерации, Россия, 2022.